# Roter Stein (Lechtaler Alpen)

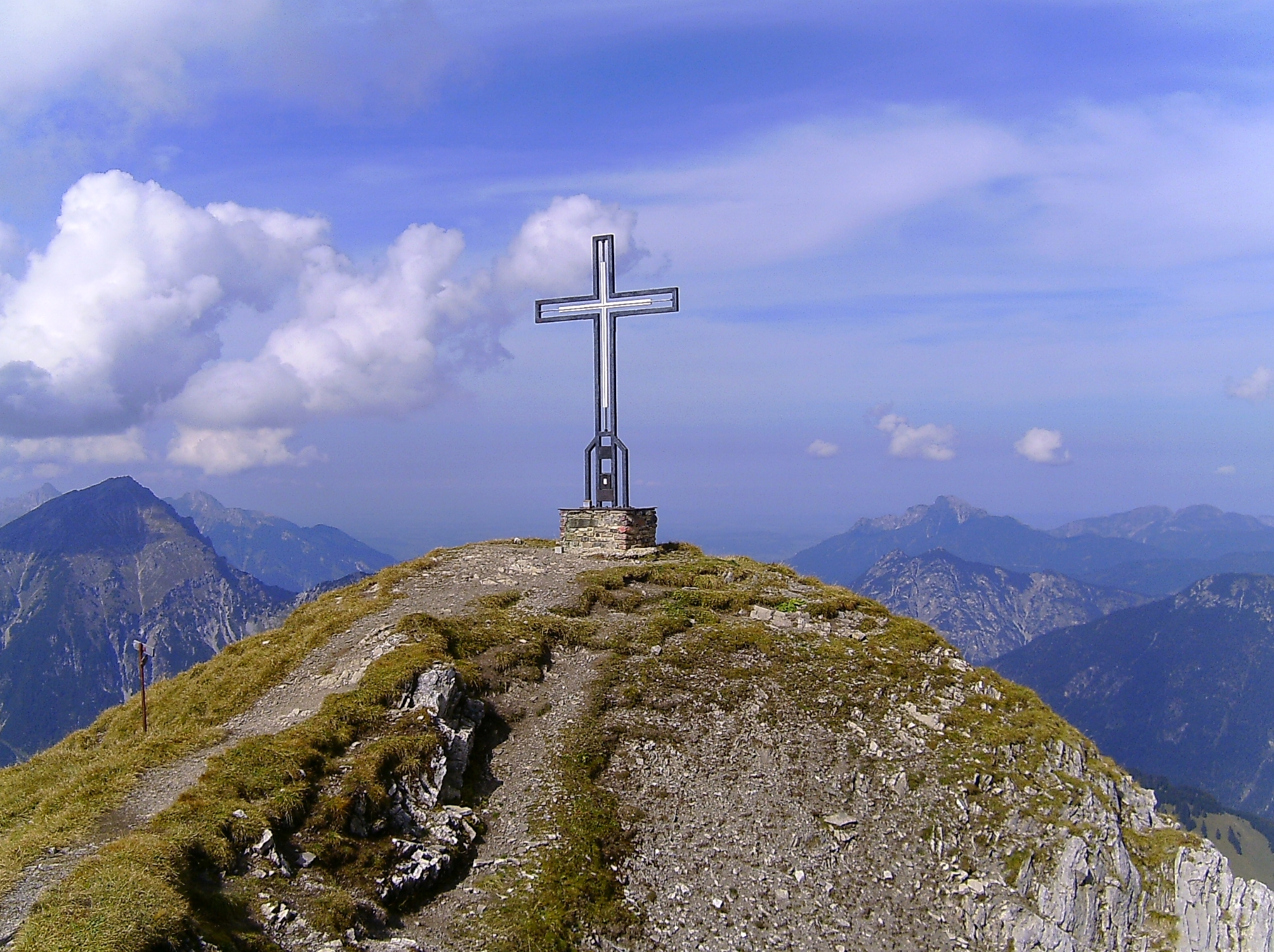
Roter Stein – Gipfelaufbau mit Gipfelkreuz

Der Rote Stein ist ein 2366 m ü. A. hoher Berg in den Lechtaler Alpen im österreichischen Bundesland Tirol.

## Lage und Umgebung
Der Rote Stein liegt innerhalb der Lechtaler Alpen in der Loreagruppe, gemäß der Einteilung im Alpenvereinsführer von 1981.
Der größte Talort am Fuße des Berges ist Berwang im Osten der Lechtaler Alpen. Ein weiterer Talort und Ausgangspunkt für eine Besteigung ist der Weiler Bichlbächle.

## Geschichte

### Ersteigung
Nachdem der Gipfel für Geübte relativ leicht zu erreichen ist dürfte die Erstbesteigung schon früh durch einheimische Hirten und Jäger erfolgt sein. Die erste dokumentierte Besteigung erfolgte durch einen gewissen Vogl im Auftrage des geognostisch-montanistischen Vereins für Tirol und Vorarlberg, welcher sich geologische Erkundungen zum Ziel gesetzt hatte. Vogl erreichte den Gipfel in den vierziger Jahren des 19. Jahrhunderts.

### Erschließung
Im Jahr 1911 legte Sektion Füssen des Deutschen und Österreichischen Alpenvereins einen Weg vom Bichelbächler Jöchle zum Gipfel an.

## Routen zum Gipfel
Der einfachste Aufstieg erfolgt ohne Schwierigkeiten in knapp zweieinhalb Stunden von Berwang über das Gröbener Älpele und die Westflanke des Roten Steins. Eine weitere Aufstiegsmöglichkeit besteht von Bichlbächle über einen gesicherten und markierten Steig (Füssener Weg) auf der Ostseite des Berges (2,5 Stunden).
Weiter ist der Anstieg vom Fernpass durch das Kälbertal, der im oberen Teil ebenfalls in den Füssener Weg mündet (3,5 Stunden).